# Kiejeng-Kjoejolmeer
Het Kiejeng-Kjoejolmeer (Russisch: Озеро Киенг-Кюель; 'озеро' = "meer") is een meer in het voormalig autonome district Tajmyr van de Russische kraj Krasnojarsk, gelegen in het noordoostelijk deel van het Noord-Siberisch Laagland. Het meer heeft een oppervlakte van 99,8 km². Het meer wordt vooral gevoed door sneeuw en regen en is bevroren van eind september tot juni. De rivier de Soeolama stroomt uit in het Kiejeng-Kjoejolmeer. In het meer komen vissoorten als het bermpje, kleine marene, moeksoen (Coregonus muksun) en de taimen (Hucho taimen).
Nabij het meer ligt het gelijknamige dorpje Kiejeng-Kjoejol.